# 吴汉东
吴汉东（1951年1月—），男，江西东乡人，中国知识产权法专家，原中南财经政法大学校长。

## 生平
1982年毕业于湖北财经学院法律系本科，留校任教；1986年中南政法学院民法专业硕士研究生毕业；1995年中国人民大学民法专业博士研究生毕业。1996年1月至1997年3月任澳门立法会议员法律顾问。1997年9月至2000年5月，任中南政法学院副院长、院长；2000年5月至2014年1月，任中南财经政法大学校长、党委常委。学术专长為民商法、知识产权法。是中国著名的知识产权法专家。

## 著作
著有《著作权合理使用制度研究》、《无形财产权制度研究》（合著）、《知识产权基本问题研究》（合著）等著作10部，另在《中国社会科学》、《法学研究》、《中国法学》等刊物发表文章100余篇。
专著和论文曾获首届全国优秀博士论文奖、司法部优秀科研成果一等奖、湖北省政府社会科学优秀科研成果一等奖、教育部人文社科优秀科研成果二等奖、 全国法学教材与科研成果二等奖等。